# 羅茲托基 (車尼夫契州)
48°10′2″N 25°8′28″E / 48.16722°N 25.14111°E

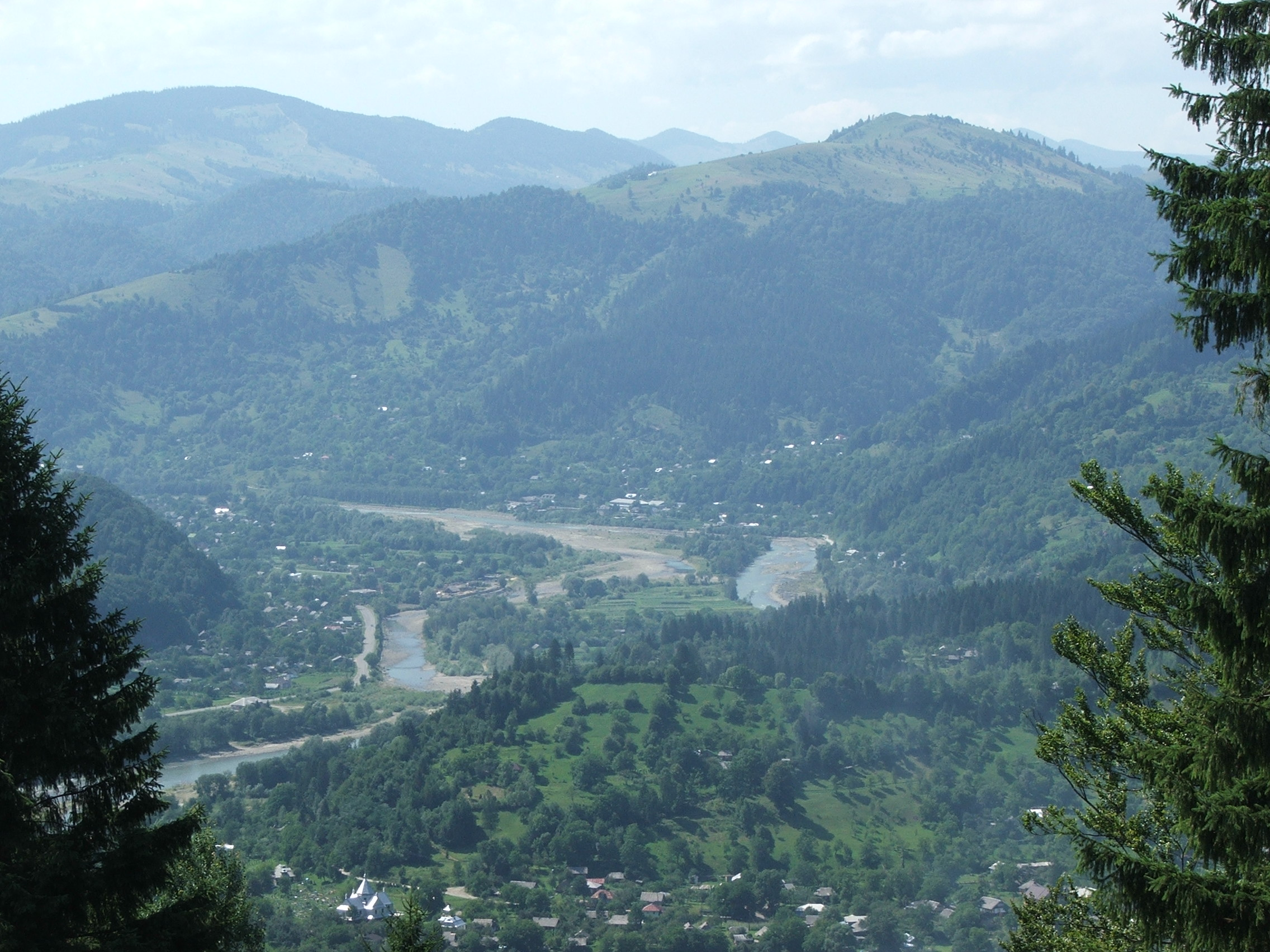

羅茲托基（羅馬化：Roztoky）是位於烏克蘭西南部的村莊，由切爾諾夫策州維日尼察區的烏斯特-普季拉市鎮負責管轄。該村處於切雷莫什河畔，海拔高度389米，2001年該村落人口1,496。